# ۱۶۰ (قمری)
۱۶۰ (قمری)، صد و شصتمین سال در گاهشماری هجری قمری است. اول محرم این سال برابر با بیست و سوم اکتبر سال ۷۷۶ میلادی است.

## وابسته
- جاحظ